# Фентермин
Фентермин — белый кристаллический порошок, похож по своему действию на амфетамин, психостимулятор и симпатомиметик, главным образом применяется для подавления аппетита. Фентермин в отличие от амфетамина не вызывает сильного чувства эйфории и именно по этой причине разрешён в некоторых странах в качестве препарата для терапии ожирения. Фентермин реализуется как в быстродействующей форме (Adipex®), так и в форме смол с пролонгированным действием (Ionamin®, Duromine® в Австралии и Новой Зеландии).

## Правовой статус
Внесён в Список II перечня наркотических средств, психотропных веществ и их прекурсоров, подлежащих контролю в Российской Федерации.